# Pierwszy rząd Marka Ruttego
Pierwszy rząd Marka Ruttego (niderl. Kabinet-Rutte I) – rząd Holandii powstały 14 października 2010 i funkcjonujący do 5 listopada 2012. Na jego czele stał premier Mark Rutte (VVD). W skład mniejszościowego gabinetu weszli przedstawiciele Partii Ludowej na rzecz Wolności i Demokracji (VVD) oraz Apelu Chrześcijańsko-Demokratycznego (CDA). Zastąpił czwarty rząd Jana Petera Balkenende, a sam został zastąpiony przez drugi rząd Marka Ruttego.
Powstanie rządu Marka Ruttego było konsekwencją przedterminowych wyborów parlamentarnych w czerwcu 2010, które wygrała opozycyjna wówczas Partia Ludowa na rzecz Wolności i Demokracji, zdobywając 31 mandatów w Tweede Kamer. W sierpniu jej lider Mark Rutte podjął rozmowy mające na celu wypracowanie porozumienia koalicyjnego z czwartym w wyborach Apelem Chrześcijańsko-Demokratycznym ustępującego premiera Jana Petera Balkenende (21 mandatów w niższej izbie parlamentu) oraz trzecią Partią Wolności na czele z Geertem Wildersem (24 mandaty). Załamały się one jednak na początku września, po miesiącu negocjacji, na skutek sprzeciwu części członków CDA wobec niektórych postulatów PVV, które uznali za zbyt radykalne. 29 września 2010 trzy strony uzgodniły jednak porozumienie na rzecz utworzenia mniejszościowego rządu na czele z Markiem Ruttem, złożonego z członków VVD oraz CDA i wspieranego w parlamencie przez PVV. Porozumienie przewidywało ograniczenie wydatków budżetowych o 18 miliardów euro do 2013, zwiększenie liczby funkcjonariuszy policji, zaostrzenie przepisów imigracyjnych oraz wprowadzenie w kraju zakazu noszenia burek w miejscach publicznych. 2 października 2010 podczas partyjnej konwencji porozumienie koalicyjne ostatecznie zaakceptowali przedstawiciele CDA.
7 października 2010 królowa Beatrycze powierzyła liderowi VVD misję sformowania gabinetu (formateur). Rząd został zaprzysiężony przez królową 14 października 2010. W jego skład oprócz premiera weszło 11 ministrów (5 z VVD i 6 z CDA) oraz 8 sekretarzy stanu (po czterech z VVD i CDA). Mniejszościowy rząd dysponował 54 mandatami w 150-osobowym parlamencie, dodatkowo Partia Wolności posiadała 24 mandaty.
23 kwietnia 2012 Mark Rutte podał się wraz z gabinetem do dymisji na skutek załamania się rozmów koalicji rządzącej z PVV w sprawie redukcji deficytu budżetowego i ustalenia pakietu oszczędnościowego. Jego rząd pozostał u władzy do czasu rozpisania przyśpieszonych wyborów, które odbyły się we wrześniu 2012. Gabinet funkcjonował do 5 listopada 2012, kiedy to zaprzysiężony został drugi rząd dotychczasowego premiera powołany przez większościową koalicję VVD i Partii Pracy.

## Skład rządu
| Minister                       | Minister                              | Stanowisko                                                       | Partia |
| ------------------------------ | ------------------------------------- | ---------------------------------------------------------------- | ------ |
| Mark Rutte                     | Mark Rutte                            | Premier                                                          | VVD    |
| Maxime Verhagen                | Maxime Verhagen                       | Wicepremier Minister spraw gospodarczych, rolnictwa i innowacji  | CDA    |
| Piet Hein Donner               | Piet Hein Donner (do 16 grudnia 2011) | Minister spraw wewnętrznych                                      | CDA    |
| Liesbeth Spies                 | Liesbeth Spies (od 16 grudnia 2011)   | Minister spraw wewnętrznych                                      | CDA    |
| Uri Rosenthal                  | Uri Rosenthal                         | Minister spraw zagranicznych                                     | VVD    |
| Jan Kees de Jager              | Jan Kees de Jager                     | Minister finansów                                                | CDA    |
| Ivo Opstelten                  | Ivo Opstelten                         | Minister sprawiedliwości                                         | VVD    |
| Hans Hillen                    | Hans Hillen                           | Minister obrony                                                  | CDA    |
| Marja van Bijsterveldt         | Marja van Bijsterveldt                | Minister edukacji, kultury i nauki                               | CDA    |
| Melanie Schultz van Haegen     | Melanie Schultz van Haegen            | Minister infrastruktury i środowiska                             | VVD    |
| Henk Kamp                      | Henk Kamp                             | Minister spraw społecznych i zatrudnienia                        | VVD    |
| Edith Schippers                | Edith Schippers                       | Minister zdrowia, opieki społecznej i sportu                     | VVD    |
| Gerd Leers                     | Gerd Leers                            | Minister bez teki (ds. imigracji i azylu)                        | CDA    |
| Sekretarz stanu                | Sekretarz stanu                       | Stanowisko                                                       | Partia |
| Ben Knapen                     | Ben Knapen                            | Sekretarz stanu ds. zagranicznych                                | CDA    |
| Henk Bleker                    | Henk Bleker                           | Sekretarz stanu ds. gospodarczych, rolnictwa i innowacji         | CDA    |
| Frans Weekers                  | Frans Weekers                         | Sekretarz stanu ds. finansów                                     | VVD    |
| Fred Teeven                    | Fred Teeven                           | Sekretarz stanu ds. bezpieczeństwa publicznego i sprawiedliwości | VVD    |
| Halbe Zijlstra                 | Halbe Zijlstra                        | Sekretarz stanu ds. edukacji, kultury i nauki                    | VVD    |
| Joop Atsma                     | Joop Atsma                            | Sekretarz stanu ds. infrastruktury i środowiska                  | CDA    |
| Paul de Krom                   | Paul de Krom                          | Sekretarz stanu ds. społecznych i zatrudnienia                   | VVD    |
| Marlies Veldhuijzen van Zanten | Marlies Veldhuijzen van Zanten        | Sekretarz stanu ds. zdrowia, opieki społecznej i sportu          | CDA    |